# Małaja Pieczenga
Małaja Pieczenga (ros. Малая Печенга) – rzeka w Rosji w rejonie peczengijskim obwodu murmańskiego. Jej długość wynosi 30 km, powierzchnia zlewni 234 km². Uchodzi do Pieczengi 30 km od jej ujścia do Morza Barentsa.
Przepływa przez jeziora Gusinoje, Kostrownoje i Tul-jaur.